# Reffroy
Reffroy ist eine französische Gemeinde mit 72 Einwohnern (Stand 1. Januar 2022) im Département Meuse in der Region Grand Est (vor 2016 Lothringen). Sie gehört zum Arrondissement Commercy, zum Kanton Vaucouleurs und zum Gemeindeverband Commercy-Void-Vaucouleurs.

## Geografie
Die Gemeinde wird von der Barboure durchflossen. Umgeben wird Reffroy von den Nachbargemeinden Méligny-le-Petit im Norden, Bovée-sur-Barboure im Osten, Demange-Baudignécourt im Süden, Saint-Joire im Südwesten sowie Marson-sur-Barboure im Westen.

## Bevölkerungsentwicklung
| Jahr                       | 1962 | 1968 | 1975 | 1982 | 1990 | 1999 | 2006 | 2011 | 2019 |
| Einwohner                  | 103  | 90   | 77   | 77   | 61   | 58   | 67   | 64   | 77   |
| Quellen: Cassini und INSEE |      |      |      |      |      |      |      |      |      |

## Sehenswürdigkeiten
- Kirche Saint-Rémi, erbaut im 19. Jahrhundert
- Kapelle Saint-Christophe, erbaut im 18. Jahrhundert
- Park mit sechs Windkraftanlagen, von denen die höchste 121 m erreicht.

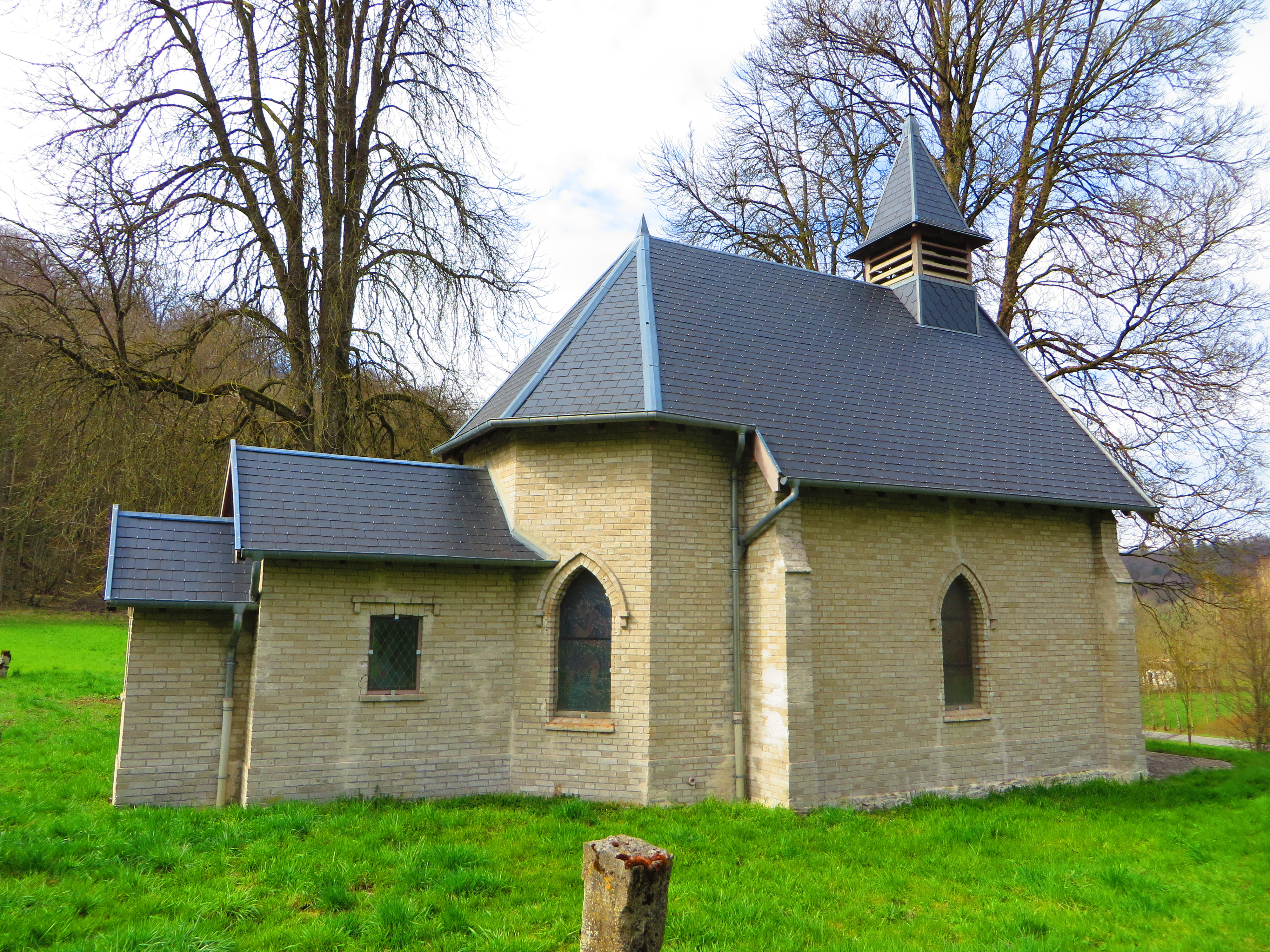
Kapelle Saint-Christophe